# صباح قباني
صباح بن توفيق القباني (5/6/1928- 1/1/2015 م) دبلوماسي وأديب وإعلامي سوري معاصر، ولد في 5 يونيو 1928 من أسرة دمشقية وهو الشقيق الأصغر للأديب والشاعر نزار قباني. يُعدّ جده أبو خليل القباني من رائدي المسرح العربي حيث عيّنه رئيس الجمهورية حينئذٍ حافظ الأسد ليشغل منصب سفير سوريا في الولايات المتحدة الأمريكية عام 1974، الوظيفة التي كانت شاغرة بسبب تدهور العلاقات الأمريكية السورية بسبب حرب 1967. قبل هذا شغل منصب وزير مفوض في العاصمة الإندونيسية جاكارتا عام 1968 ولمدة 3 سنوات. بقي قباني في السلك الدبلوماسي حتى 1984، بعدها استقال ليعمل مستشاراً لبعض المؤسسات، وليتفرغ للكتابة وممارسة هوايته في التصوير الضوئي ورسم الكاريكاتير، وأقام الكثير من المعارض التصويرية، منها معرضا «نشيد الأرض» و«لحظات إندونيسية». يعتبر قباني أحد أهم مؤسسي التلفزيون السوري، ويعد الصوت السوري الأول الذي أعلن انطلاقة بث الإذاعة السورية بجملة «هنا دمشق».

## حياته العملية
تخرج قباني من جامعة دمشق عام 1949 بعد إنهائه اللقب الأول في الحقوق، ليلتحق بعدئذٍ بجامعة سوربون في باريس حيث أنهى هناك رسالة الدكتوراه في الحقوق الدولية عام 1952. بعد عودته لسوريا انضم لوزارة الثقافة ليصبح أول إعلامي في الإذاعة السورية ليُعين مديراً لبرامج الإذاعة والتلفزيون بسوريا عام 1953، وقد شجع خلال عمله بهذا المجال العديد من المواهب التي أصبحت عنواناً للفن العربي مثل عبد الحليم حافظ ودريد لحام. بعدئذٍ عيّن مديراً للتلفزيون في سوريا حتى عام 1961.
في عام 1962 انضم قباني لوزارة الخارجية حيث أصبح القنصل السوري في نيويورك لمدة أربع سنوات حتى 1966، ليعود بنهايتها إلى سوريا على خلفية تعيينه مديرا للإعلام بوزارة الخارجية في دمشق. وقد بقي بهذا المنصب حتى عام 1968 ليعين وزيراً مفوضاً في العاصمة الإندونيسية جاكارتا. في 1971 عاد قباني إلى العاصمة السورية دمشق ليعمل مديراًَ للقسم المتخصص بالعلاقات مع الولايات المتحدة بوزارة الخارجية. في عام 1974عين سفيراً لسوريا في الولايات المتحدة الأمريكية، الوظيفة التي كانت شاغرة بسبب تدهور العلاقات الأمريكية السورية بسبب حرب 1967 التي احتلت فيها إسرائيل حليفة الولايات المتحدة الأمريكية هضبة الجولان السورية وسيناء المصرية والضفة الغربية.

## حياته الشخصية
ولد قباني في حي مئذنة الشحم في دمشق، كبر وترعرع في بيتٍ دمشقيّ تقليديّ لأُسرَةٍ عربية دمشقيّة عريقة حيث تنحدرُ عائلة القبّاني من أسرة عربيّة حجازية ترجع بنسبها إلى الإمام علي بن الحسين زين العابدين، ثم انتقلت إلى جهة العراق فأقام أجدادها فيها، وفي عهد الحروب الصليبية أقبل بعضهم إلى سوريا، ثم تشعّبوا في بلاد الشام. والده هو توفيق القبّاني يملك مصنع لإنتاج الحلويات والمُلبّس، كما شاركَ في المُقاومةِ الوطنيّة ضد الانتداب الفرنسيّ، وكان منزله مكانًا لاجتماع أقطابِ المُعارضة الوطنيّة في العشرينيات من القرن المُنصرم. وجدّه هو أبو خليل القباني الرائد المسرحي الشهير الذي أدخل فنّ المسرح إلى الأدب العربي في النصف الثاني من القرن التاسع عشر. ولدى صباح شقيقتين هما: وصال وهيفاء قباني. وثلاث أشّقاء هم: معتز ورشيد والشاعر نزار قباني. والدته فايزة آقبيق من أصلٍ تُركي.
عام 1965 تزوج من مها نعامنه ابنة أخت سعيد الغزي رئيس وزراء سوريا السابق .

## إصداراته الأدبية
لخَّص قباني تجربته الطويلة ووضعها في كتابين: من أوراق العمر، وكلام عبر الايام كتابات في الفن والتراث والسياسة 1953-2010 . وثمة كتاب ثالث تحت عنوان: رضا سعيد، ويتحدث الكاتب عنه، باعتباره مؤسس أول جامعة في سورية.
في ظل إسهاماته الوطنية الثقافية، قام قباني بترجمة كتابين لابنته الدكتورة رنا قباني، زوجة الصحافي البريطاني المعروف باتريك سيل، وهما: أساطير أوروبا عن الشرق، ورسالة إلى الغرب. وقد انصبّت رسالة هذين الكتابين في مسرى كشف الدعاية التي يسوِّقها الغرب عن الشرق، إذْ يلخِّص قباني الأب القضية ضمن سياق واضح، وبسيط، وعميق في الوقت ذاته لَفّقْ تسُدْ..
اهتمّ قباني بالإعلام كثيراً، وكان أسوة بذلك يهوى التصوير، وأقام عدة معارض فوتوغرافية. وقد دأب كثيراً على تطوير مؤسسة الإذاعة والتلفزيون في الجمهورية العربية السورية، راسماً خطوطاً عميقة ما زال لها التأثير الكبير في مسيرة هذه المؤسسة السورية الضخمة.

## وفاته
توفي صباح قباني في الأول من يناير عام 2015 في منزله بحي المالكي بالعاصمة السورية دمشق، إثر نوبة قلبية عن عمر ناهز 87 .